# Pseudomesus pitombo
Pseudomesus pitombo är en kräftdjursart som beskrevs av Kaiser och Saskia Brix 2007. Pseudomesus pitombo ingår i släktet Pseudomesus och familjen Desmosomatidae. Inga underarter finns listade i Catalogue of Life.